# Domangart Réti
Domangart Réti – król Dalriady we wczesnym VI wieku został królem po tym jak zmarł jego ojciec Fergus Mór. Miał przynajmniej dwóch synów Comgalla oraz Gabrána, obydwaj zostali królami w następstwie.
Zgodnie z Żywotem trójdzielnym Świętego Patryka, Domangart miał być obecny przy śmierci świętego, około 493r. Domangart zmarł około 507r. i został zastąpiony na tronie przez Comgalla.
Jego przydomek, Réti występuje w Żywocie Świętego Kolumba pióra Adomnána, w formie Corcu Réti prawdopodobnie użyty jako synonim Dalriada. Corcu w archaicznym irlandzkim oznacza grupę rodzinną bądź plemienną i z reguły był powiązany z imieniem boskiego bądź mitycznego przodka, podobnie jak słowo Dál. Alternatywnie, raczej niż synonim całej Dalriady, sugerowano, że Corcu Réti było nazwą nadaną dla rodziny panującej, która później podzieliła się na Cenél nGabráin z Kintyre czy Cenél Comgaill z Cowal.